# Arnold III van Sundgau
Arnold III van Sundgau (overleden rond 1010) was de stamvader van het huis Andechs.

## Levensloop
Arnold III van Sundgau was de zoon van Berthold van Reisenburg, die een kleinzoon van hertog Arnulf I van Beieren was. Hierdoor werd Arnold geboren in het huis Luitpoldingers.
Arnold, die graaf in de Sundgouw was, was de stamvader van het huis Andechs dat het gelijknamige graafschap bestuurde. Rond het jaar 1010 overleed hij.
Hij was gehuwd met ene Adelheid. Ze kregen drie zonen:
- Berthold I (overleden in 1060), graaf van Andechs
- Frederik Hock (overleden in 1020), graaf van Dießen
- Arnold IV (overleden in 1080), graaf van Andechs